# Mont Tomuraushi (Daisetsuzan)
Pour les articles homonymes, voir Mont Tomuraushi.
Le mont Tomuraushi (トムラウシ山, Tomuraushi-san), est un sommet du Japon situé dans le parc national de Daisetsuzan, sur l'île de Hokkaidō. Avec 2 141 mètres d'altitude, il fait partie de la liste des 100 montagnes célèbres du Japon.

## Toponymie
Le toponyme Tomuraushi correspond au nom d'un cours d'eau voisin : la rivière Tomuraushi, un affluent de cours supérieur du fleuve Tokachi (ja),. Selon une théorie, cette transcription en japonais d'une expression de l'aïnou, langue d'origine de l'île de Hokkaidō, signifie « endroit où poussent de belles fleurs ».

## Géographie

### Situation
Le mont Tomuraushi, l'une des 100 montagnes célèbres du Japon, est situé dans le centre de Hokkaidō, à cheval sur la frontière entre Biei et Shintoku, au Japon. Haut de 2 141 m, il est le point culminant du groupe volcanique Tomuraushi, entre le groupe volcanique Daisetsuzan et le mont Tokachi, environ douze kilomètres au sud du mont Asahi, dans le parc national de Daisetsuzan,.

### Géologie
Le mont Tomuraushi, essentiellement composé d'andésite et de dacite, est un dôme de lave émergeant d'un plateau de lave qui, à 1 700 m, constitue la base des monts Daisetsuzan,.

### Flore et faune
Les pentes du volcan Tomuraushi sont un espace protégé, comprise dans la partie sud du parc national de Daisetsuzan.

#### Flore
À l'altitude de 1 750 m, le jardin Tomuraushi est une réserve naturelle spéciale rassemblant des plantes alpines telles que l'Anémone à fleurs de narcisse, la Renoncule âcre et le Cassiope lycopodioides, une espèce de bruyère,.

#### Faune
Hynobius retardatus, une espèce de salamandre endémique de Hokkaido, habite le lac de cratère,. Diverses espèces endémiques peuplent les étendues forestières du mont Tomuraushi comme le Pika du Japon (ja), une sous-espèce du Pika du Nord, Ketupa blakistoni blakistoni, une sous-espèce du Grand-duc de Blakiston, le papillon Parnassius eversmanni daisetsuzanus, une sous-espèce de Parnassius eversmanni classée monument naturel national depuis 1965, et Clossiana freija asahidakeana, sous-espèce du Nacré de l'orcette. La faune du volcan et de ses environs comprend aussi le Pic noir et l'Ours brun de l'Oussouri.

## Histoire
Le mont Tomuraushi est le produit d'une activité volcanique locale, débutée il y a 30 Ma,.

## Activités

### Voies d'accès
La voie d'ascension principale permettant d'accéder au sommet du mont Tomuraushi débute au onsen Tomuraushi, au pied de la face sud du volcan, à Shintoku,. Au moins six heures de marche sont nécessaires pour atteindre la cime de l'édifice volcanique. La descente par le versant sud conduit au canyon Tennin, dans le sud-est de Biei.